# Симфоническое движение № 3
Симфоническое движение № 3 (фр. Mouvement symphonique n° 3) (H. 83) — оркестровая пьеса французского композитора Артюра Онеггера, написанная в 1932—1933 гг. У композитора есть ещё два произведения в том же одночастном программном жанре и с тем же подзаголовком — «симфоническое движение»: написанный в 1923 году «Пасифик 231» (№ 1) и созданное в 1928 году «Регби» (№ 2). Все вместе они составляют своеобразный оркестровый трёхчастный цикл. «Регби» впервые было публично исполнено 26 марта 1933 года в Берлине оркестром под управлением Вильгельма Фуртвенглера.
«Симфоническое движение № 3», в отличие от первых двух пьес из своеобразной «симфонической триады», не имеет авторской программной расшифровки замысла. В интервью Онеггер говорил, что у него не хватило выдумки для третьего названия и сетовал на невнимание к этому сочинению в отличие от «Пасифик 231» и «Регби», воплощение программности которых музыкальными средствами охотно интерпретировалось публикой и критикой:
Все подобные образы служили темой для самых тщательных исследований. Но как сильно поплатилось за своё сухое, невыгодное название моё несчастное „Симфоническое движение № 3“! Лишь иногда ему уделяли несколько беглых и ни о чём не говорящих строк. Мораль здесь такова... Нет, лучше промолчу. Я ведь также был в своё время музыкальным критиком, и мне не подобает отзываться дурно о профессии, при помощи которой я добывал свой кусок хлеба!
 По форме пьеса разделена на две контрастные части. Первая из частей (Allegro marcato) ритмичная и оживлённая близка по своему характеру к «Пасифику» и «Регби». Вторая часть (Adagio) — «воплощающая глубокое философское раздумье, проникнутая мужественной скорбной лирикой», с протяжённой мелодикой является характерной для зрелого периода творчества композитора.